# André Ceccarelli

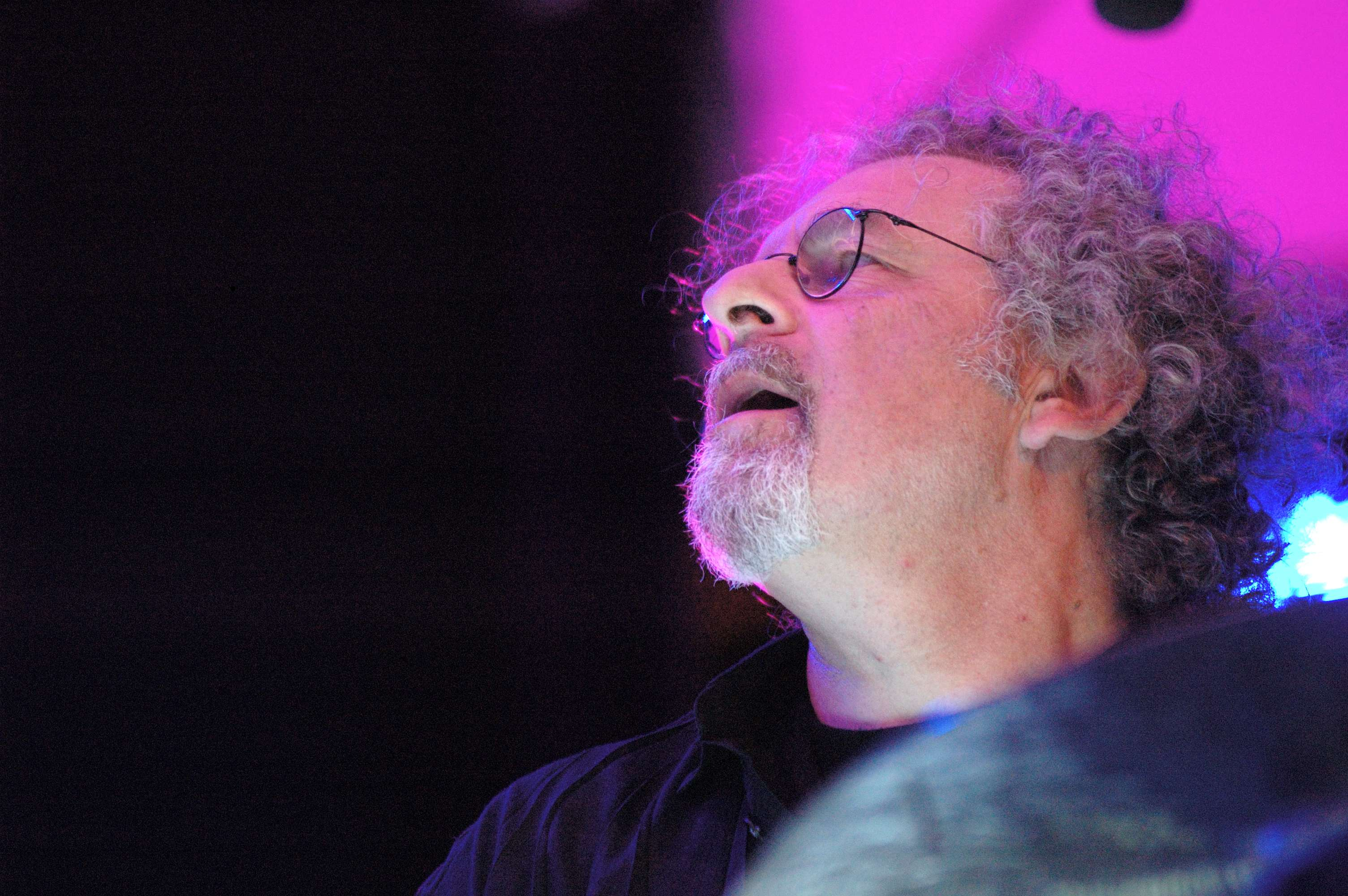
André Ceccarelli

André Ceccarelli (* 5. Januar 1946 in Nizza), Spitzname Dédé, ist ein französischer Jazz-, Fusion- und Rock-Schlagzeuger.

## Leben und Wirken
Ceccarelli stammt aus einer Musikerfamilie. Sein Vater Jean Ceccarelli war Schlagzeuger, ebenso sein Bruder Jean-Pierre. Er zog mit vierzehn Jahren nach Paris und debütierte in den 1960er Jahren im Orchester des Jazz-Trompeters Aimé Barelli in Monaco. Neben Jazz spielte er auch Rock, z. B. in der französischen Band „Les chats sauvages“, die von 1961 bis 1964 existierte. Ende der 1960er Jahre nahm er mit dem Trompeter Ivan Jullien das Album „Synthesis“ auf.  1971 beteiligte er sich an der Gruppe „Troc“ u. a. mit dem Bassisten Jannick Top und dem Sänger Alex Ligertwood (der ebenso wie Ceccarelli auch mit Brian Auger spielte), mit denen er auch auf zwei Fusion-Alben Ende der 1970er und Anfang der 1980er Jahre zusammenarbeitete („Troc“ 1980). Auf seinen Alben „Ceccarelli“ 1978 und „André Ceccarelli“ 1981 (u. a. mit Richard Galliano und Didier Lockwood) steht er als Solist im Vordergrund. Ab 1987 begleitete er häufiger Dee Dee Bridgewater. 2000 gründete er mit Sylvain Luc und Jean-Marc Jafet das „Trio Sud“, das drei Alben veröffentlichte.
Weitere Alben folgten, z. B. 2004 „Carte Blanche“ u. a. mit Didier Lockwood, Biréli Lagrène und John McLaughlin, 2005 im Trio mit Joey DeFrancesco und Biréli Lagrène „Avenue des diables blues“.  2007 erschien „Golden Land“ mit Enrico Pieranunzi. Ceccarelli spielte auch u. a. mit Dexter Gordon, Stan Getz, Chick Corea, den Brecker-Brüdern, Martial Solal, Brad Mehldau, Sting, François Jeanneau, Christian Escoudé, Enrico Rava, Sylvain Beuf (auf „61 - 32°“ 1999), Thierry Eliez, Jasper Somsen, Tina Turner, Bernard Arcadio, Philippe Baden Powell und arbeitete auch viel als Studiomusiker.

## Diskographische Hinweise
- André Ceccarelli, Pierre-Alain Goualch, Diego Imbert: Porgy and Bess (2021)

## Auszeichnungen
- 1993: Das Trio (mit Nguyên Lê und François Moutin, Album Init) erhielt 1993 den französischen Django d’Or als beste Jazz-Formation.